# Periphere arterielle Verschlusskrankheit
Bei der peripheren arteriellen Verschlusskrankheit (pAVK; englisch peripheral artery disease, PAD), auch chronische arterielle Verschlusskrankheit der Extremitäten genannt, handelt es sich um eine Störung der arteriellen Durchblutung der Extremitäten. Die Erkrankung gehört zu den chronischen Gefäßkrankheiten der Arterien. Sie entsteht durch Einengung (Stenose) oder Verschluss (Okklusion) der die Extremitäten versorgenden Arterien, der extrakraniellen hirnversorgenden Gefäße oder seltener der Hauptschlagader (Aorta). Die Hauptursache ist mit etwa 95 % die Arteriosklerose, die so genannte Arterienverkalkung. Die pAVK bleibt oft jahrelang asymptomatisch und gilt daher als unterdiagnostiziert. Die Beschwerden der Betroffenen in fortgeschrittenen Krankheitsstadien reichen von gelegentlichen Beinschmerzen über belastungsabhängige Schmerzen mit Einschränkung der Gehstrecke (Schaufensterkrankheit – Claudicatio intermittens, intermittierendes Hinken) bis hin zur amputationspflichtigen Gangrän. Weltweit sind im Jahr 2015 etwa 230 Mio. Menschen betroffen gewesen. In Deutschland leiden nach Angaben der Deutschen Gesellschaft für Angiologie – Gesellschaft für Gefäßmedizin sowie der Deutschen Gesellschaft für Gefäßchirurgie und Gefäßmedizin rund 4,5 Millionen Menschen an einer pAVK. Nach den Daten des sogenannten morbiditätsorientierten Risikostrukturausgleichs der gesetzlichen Krankenversicherung in Deutschland sind etwa 1 Mio. Versicherte im stationären Versorgungssektor von einer pAVK betroffen. Die bevölkerungsbezogene Prävalenz wurde unter älteren (>65 Jahre) Patienten in haus- und fachärztlicher Behandlung auf etwa 20 % und in der 45–74-jährigen Bevölkerung auf etwa 14 % geschätzt.

## Synonyme und andere Begriffe
Die pAVK wird oft auch unspezifisch als arterielle Verschlusskrankheit (AVK) bezeichnet, die allerdings alle betroffenen Gefäßregionen einschließt (z. B. koronare Herzkrankheit, Verschlusserkrankungen der supraaortalen Gefäße, Verschlusserkrankungen der viszeralen Gefäße etc.). Der Diskurs zwischen den beteiligten Fächern und Autoren zur Nutzung exklusiverer bzw. spezifischerer Terminologien findet derweil auch im englischsprachigen Raum statt. Mit der Begrifflichkeit peripheral arterial occlusive disease (PAOD) oder lower extremity artery disease (LEAD) wird in manchen Publikationen der Versuch unternommen, die primär betroffenen Gefäße der unteren Extremitäten hervorzuheben. Erschwerend kommt hinzu, dass zahlreiche Überschneidungen existieren, bei denen sowohl die Herzkranzgefäße als auch periphere Gefäße betroffen sind. In den einschlägigen Leitlinien wurde hierfür der Begriff der polyvaskulären Erkrankung (multisite artery disease, MAD) geprägt.
Die Bezeichnung AVK hat allerdings einen Platz in manchen deutschsprachigen Lehrbüchern, wird dann aber in allen Publikationen im Abstract für das Englische als PAD (peripheral arterial disease) übersetzt. Da dieser Sprachgebrauch der genauere ist, wird er auch in diesem Lemma angewendet.
Man könnte allerdings auch argumentieren, dass die pAVK als Marker für den allgemeinen Zustand der Arteriosklerose im Körper dient und somit in der Tat als AVK bezeichnet werden kann. Die Beobachtung der Literatur zu dem Thema zeigt allerdings, dass sich der Begriff pAVK immer mehr durchsetzt und in neueren Publikationen häufiger erscheint.
Schaufensterkrankheit:
Da betroffene Patienten im Stadium II beim Gehen oder Laufen des Öfteren anhalten müssen, bis die Schmerzen wieder abgeklungen sind, wird die pAVK häufig und ungenau als Schaufensterkrankheit bezeichnet, weil Betroffene aus Scham oder zur Ablenkung häufig vor Schaufenstern stehen bleiben.
Raucherbein:
Tabakraucher haben ein erhöhtes Risiko, von einer arteriellen Verschlusskrankheit betroffen zu sein.

## Ursachen
Ursache ist meist der schleichende Verschluss einer Arterie durch Arteriosklerose. Andere Ursachen sind selten (Gefäßentzündungen, arterielle Kompressionssyndrome oder traumatische Gefäßerkrankungen).
Daneben sind es zu einem geringen Anteil entzündliche Gefäßkrankheiten, die eine arterielle Verschlusskrankheit hervorrufen können. Zur Abgrenzung von akuten Verschlüssen der Arterien und anderen chronischen durch Arteriosklerose hervorgerufenen Erkrankungen wie beispielsweise der koronaren Herzkrankheit wird sie daher auch als chronische arterielle Verschlusskrankheit der Extremitäten bezeichnet.
Die arterielle Verschlusskrankheit befällt überwiegend die Arterien der unteren Extremität.

## Hauptrisikofaktoren
Für die Entstehung der Arteriosklerose sind die Risikofaktoren
- Rauchen,
- Zuckerkrankheit (Diabetes mellitus),
- Bluthochdruck (arterielle Hypertonie),
- Fettstoffwechselstörungen, darunter fallen:
  - Hyperlipidämie
  - Hypercholesterinämie
- Hohes Alter
- Männliches Geschlecht
- und selten eine positive Familienanamnese.

## Pathogenese
Durch das Fehlen von Sauerstoff und Nährstoffen im Versorgungsgebiet der betroffenen Arterien entstehen Symptome wie Schmerz, Schwäche, kalte und blasse Haut. Dazu muss eine Arterie allerdings zu 90 % verschlossen sein; bis dahin wird die Ernährung der Füße und Beine über parallele Gefäße, sogenannte Kollateralen, gesichert.
Die pAVK tritt in 90 % aller Fälle in den Beinen auf, die anderen zehn Prozent betreffen die Arme. Männer erkranken meist vor dem 55. Lebensjahr und dreimal öfter als Frauen, welche eher vor dem 65. Lebensjahr erkranken. Bei Raucherinnen ist ein ähnlich früher Krankheitsbeginn zu beobachten. Durch die wachsende Zahl der Raucherinnen nähert sich die Erkrankungshäufigkeit der der Männer.
Die Gefäßverkalkung als Ursache für pAVK ist ein langsam fortschreitender und vielschichtiger Krankheitsprozess, der alle Arterien des Körpers betreffen kann. Verursacht und verschlimmert wird die pAVK vor allem durch ein Zusammenspiel von Risikofaktoren. Bei einer pAVK stören die Engstellen im Blutgefäß den Blutkreislauf empfindlich. Die betroffenen Körperteile, Beine und Füße, werden nicht mehr ausreichend versorgt. Im Anfangsstadium reicht die Durchblutung noch aus, so dass noch keine Beschwerden beim Laufen auftreten.
Nehmen die Gefäßverengungen weiter zu, kommt es zu Schmerzen in der Wade beim Gehen. Der Volksmund nennt diese Erkrankung „Schaufensterkrankheit“, weil die Betroffenen nach kurzen Gehstrecken immer wieder durch ihre Schmerzen zum Stehenbleiben gezwungen werden (und dann als Zeitüberbrückung beispielsweise die Schaufensterauslagen anschauen). Schon in diesem Stadium (Stadium II) haben die Patienten eine deutlich reduzierte Lebenserwartung.

## Symptome
Die pAVK verläuft lange Zeit unbemerkt und beschwerdefrei (Stadium I). Die ersten Anzeichen der Krankheit werden oft nicht ernst genommen. Erst wenn Schmerzen beim Gehen oder gar im Ruhezustand auftreten, gehen die Betroffenen zum Arzt.
Allerdings sucht nicht einmal die Hälfte der über 65-Jährigen, die gelegentlich Beinbeschwerden haben, den Arzt auf. Eine bundesweite Studie (getABI) hat gezeigt, dass jeder Fünfte der beim Hausarzt Untersuchten eine pAVK im beginnenden oder sogar fortgeschrittenen Stadium hatte, ohne davon zu wissen. Oft wird dann hinter den Beschwerden ein orthopädisches Problem, z. B. Arthrose oder Muskelfaserriss, vermutet, und die Behandlung verzögert sich. In der Regel sind bei pAVK-Patienten nicht nur die Arterien der Beine verengt, sondern gleichzeitig die herz- und hirnversorgenden Schlagadern.
Deshalb haben diese Patienten ein erhöhtes Risiko für einen tödlichen Herzinfarkt oder Schlaganfall. Mehr als 75 Prozent aller pAVK-Patienten sterben daran.
Das Risiko für Patienten innerhalb von fünf Jahren eine Amputation der Beine zu erleiden oder zu versterben liegt stadienabhängig zwischen 9 % und 48 % bei Claudicatio intermittens (Stadium II) bzw. 25 % bis 88 % bei chronischer extremitätengefährdender Ischämie (Stadium III oder IV). Die Lokalisation der Schmerzen (Waden-, Oberschenkel-, Gesäßmuskulatur) lässt auf die Höhe der Engstellung (Stenose) oder des Verschlusses (Thrombose, Embolie) im Gefäß schließen.

## Stadien
Nach dem Schweregrad der Symptome wird die pAVK in verschiedene Stadien eingeteilt. Verbreitet sind die Klassifikation nach Fontaine und die Klassifikation nach Rutherford. Während die Fontaine-Klassifikation vor allem im deutschsprachigen Raum Verwendung findet, ist die Rutherford-Klassifikation im angloamerikanischen verbreitet. Darüber hinaus wird die Rutherford-Klassifikation bevorzugt für Einteilung von akuten Verschlüssen der Extremitäten eingesetzt. Die folgende Tabelle stellt die beiden Klassifikationssysteme vergleichend dar:
| Vergleich der Klassifikationen zur arteriellen Verschlusskrankheit | Vergleich der Klassifikationen zur arteriellen Verschlusskrankheit                                                                        | Vergleich der Klassifikationen zur arteriellen Verschlusskrankheit | Vergleich der Klassifikationen zur arteriellen Verschlusskrankheit                   |
| Klassifikation nach Fontaine                                       | Klassifikation nach Fontaine | Klassifikation nach Rutherford                                     | Klassifikation nach Rutherford                                                       |
| Stadium                                                            | Klinisches Bild | Grad/Kategorie                                                     | Klinisches Bild                                                                      |
| ------------------------------------------------------------------ | --- | ------------------------------------------------------------------ | ------------------------------------------------------------------------------------ |
| I                                                                  | Beschwerdefreiheit bei AVK | 0/0                                                                | asymptomatische AVK                                                                  |
| II                                                                 | Claudicatio intermittens - bei Gehstrecke > 200 Meter (Stadium IIa) - bei Gehstrecke < 200 Meter (Stadium IIb)                            | I/1                                                                | geringe Claudicatio intermittens, Doppler > 50 mmHg                                  |
| II                                                                 | Claudicatio intermittens - bei Gehstrecke > 200 Meter (Stadium IIa) - bei Gehstrecke < 200 Meter (Stadium IIb)                            | I/2                                                                | mäßige Claudicatio intermittens                                                      |
| II                                                                 | Claudicatio intermittens - bei Gehstrecke > 200 Meter (Stadium IIa) - bei Gehstrecke < 200 Meter (Stadium IIb)                            | I/3                                                                | schwere Claudicatio intermittens, Doppler < 50 mmHg                                  |
| III                                                                | Ruheschmerz bei Horizontallage der betroffenen Gliedmaße                                                                                  | II/4                                                               | Ruheschmerzen                                                                        |

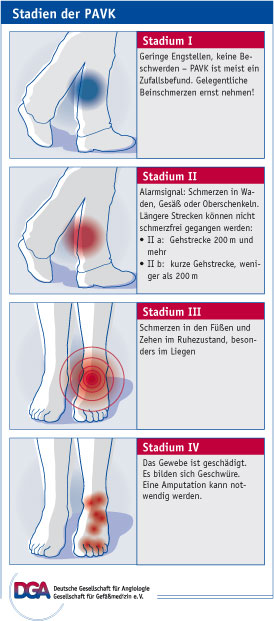
Stadien der pAVK (nach Fontaine)

| IV                                                                 | Nekrose (Gewebsuntergang), Gangrän - IVa: trophische Störung, trockene Nekrosen - IVb: bakterielle Infektion der Nekrose, feuchte Gangrän |                                                                    |                                                                                      |
| IV                                                                 | Nekrose (Gewebsuntergang), Gangrän - IVa: trophische Störung, trockene Nekrosen - IVb: bakterielle Infektion der Nekrose, feuchte Gangrän | III/5                                                              | distale atrophische Läsion mit akralem Gewebsuntergang                               |
| IV                                                                 | Nekrose (Gewebsuntergang), Gangrän - IVa: trophische Störung, trockene Nekrosen - IVb: bakterielle Infektion der Nekrose, feuchte Gangrän | III/6                                                              | nach proximal ausgehende Läsion, (über das Niveau der Mittelfußknochen hinausgehend) |

## Diagnostik
Die Diagnose sowie die Bestimmung des Schweregrades einer chronischen arteriellen Verschlusskrankheit stellt in der Regel keine Schwierigkeiten dar und kann in der Regel allein durch eine Befragung des Patienten im Rahmen einer Anamnese in Kombination mit einer körperlichen Untersuchung gestellt werden. Ergänzende, insbesondere apparative Untersuchungsmethoden spielen vor allem eine Rolle für die Therapieplanung bei einer höhergradigen arteriellen Verschlusskrankheit.

### Basisdiagnostik
Eine so genannte Dopplerdruckmessung (Verschlussdruckmessung) ist die treffsichere Basisuntersuchung bei Verdacht auf pAVK. Der Patient liegt auf einer Untersuchungsliege. Der Arzt tastet zunächst die Pulse in der Leiste, Kniekehle und am Fuß. Danach misst er mit einer Blutdruckmanschette und einer Dopplersonde den (systolischen) Blutdruck an den Oberarmen und an den Fußknöcheln. Anhand der Blutdruckwerte bestimmt er den so genannten Knöchel-Arm-Index (ABI = ankle-brachial-index). Bei gesunden Gefäßen sind die Werte dieses Dopplerindexes an Arm und Bein annähernd gleich und der ABI liegt etwa bei 1,0 (0,9 bis 1,3). Beträgt der Wert 0,9 oder weniger, liegt eine pAVK vor (Bei einem Wert über 1,3 besteht der Verdacht auf eine Mediasklerose). Weitere Untersuchungen sollten dann folgen. Je niedriger der ABI, desto ausgeprägter die Durchblutungsstörungen und desto stärker sind auch die Beschwerden. Nicht verwendbar ist der ABI bei Inkompressibilität der Arterien infolge von Kalkablagerungen bei langjähriger Niereninsuffizienz und Diabetes. Diese einfache und schmerzfreie Dopplerdruckmessung ist so treffsicher, dass sie auch dann schon eine pAVK nachweist, wenn noch keine Beschwerden vorliegen. Diese Untersuchung kann der Hausarzt vornehmen. Der ABI ergibt sich aus dem oberen (systolischen) Blutdruckwert am Knöchel, geteilt durch den oberen Blutdruckwert am Arm. So berechnet man den ABI:
Beispiel:
Blutdruck Knöchel: 100:70,
Blutdruck Arm: 125:80,
ABI: 100:125 = 0,8.
Auswertung: Es liegt eine leichte pAVK vor. Wenn Ödeme bestehen, ist der erhaltene Wert oft nicht verwertbar, zudem kann es aufgrund der Schmerzsituation bei bestehenden Wunden schwierig sein, den ABI überhaupt zu erheben und infolge einer Mediasklerose, beispielsweise bei Diabetes mellitus, kann er fälschlich erhöht erscheinen. In diesen Fällen können mit dem Buerger-Test und dem Pole-Test einfache klinische Methoden Hinweise auf das Vorliegen einer pAVK geben, die sich an optischen Merkmalen orientieren.

#### Anamnese
Im Rahmen der Anamnese liegt der Schwerpunkt auf der Erfragung von Risikofaktoren für Arteriosklerose und damit verbundene Begleiterkrankungen sowie auf den typischen Beschwerden der arteriellen Verschlusskrankheit, wie belastungsabhängigen Schmerzen in den Extremitäten, Claudicatio und Dyspraxia intermittens sowie Ruheschmerzen. Im Stadium II der pAVK wird die Gehleistung des Patienten auf einem Laufband bestimmt. Unter dieser gleichförmigen Belastung misst man die Strecke bis zum Beginn der Schmerzen (schmerzfreie Gehstrecke) und die Strecke bis zur Gehunfähigkeit wegen Schmerzen (absolute Gehstrecke) in Metern.

#### Körperliche Untersuchung
Die arterielle Durchblutung wird durch Abtasten (Palpation) der Pulse an den Extremitäten im Seitenvergleich und durch Abhören (Auskultation) von eventuell vorhandenen Gefäßgeräuschen über den Arterien beurteilt.
Zur Erhebung des Pulsstatus gehören die Palpation der Arteria radialis und Arteria ulnaris am Handgelenk sowie der Arteria femoralis in der Leistenregion, der Arteria poplitea in der Kniebeuge, der Arteria tibialis posterior hinter dem Innenknöchel des Fußes und der Arteria dorsalis pedis an der Innenseite des Fußrückens.
Weitere Untersuchungen:
- Tasten der Pulse an den Beinen, an den Armen, am Hals und der Bauchschlagader
- Abhören von Strömungsgeräuschen über den Gefäßen
- vergleichende Blutdruckmessung an den Armen und Beinen
- Buerger-Test
- Pole-Test
- Ratschow-Lagerungsprobe
- Laufbandergometrie zur Objektivierung der tatsächlichen Gehstrecke
- Messung des transkutanen Sauerstoffpartialdruckes (tcPO2)

### Erweiterte Diagnostik
Ultraschalluntersuchungen oder Sonografien sind ungefährlich, kostengünstig und liefern heute exakte Ergebnisse. Deshalb sollten aufwändigere, teurere und belastende Gefäßuntersuchungen, etwa mit Kontrastmitteln und unter Röntgenstrahlen, vermieden werden. Die teure Kernspintomographie (MRT) kann heute meist durch eine Ultraschalluntersuchung durch den Gefäßmediziner ersetzt werden. Die verschiedenen Methoden der Sonografie sind heute fester Bestandteil der Gefäßdiagnostik.
Bei der farbkodierten Duplexsonographie wird der Blutfluss in den Gefäßen durch Farbbilder sichtbar gemacht. So lassen sich fast alle Gefäßverengungen aufdecken. Der Verlauf einer Arterie im Gewebe, Gefäßverkalkungen (Plaques) und Arterienverschlüsse können gezeigt und auch vermessen werden. Wenn die farbkodierte Duplexsonografie nicht ausreicht oder wenn eine Gefäßoperation geplant ist, gibt es noch weitere
Untersuchungsmöglichkeiten:
1. Die Magnetresonanztomographie (MRT oder Kernspintomographie). Meist wird ein Kontrastmittel in die Vene eingespritzt. Das Kontrastmittel enthält kein Jod und ist bei Schilddrüsenerkrankungen unbedenklich. Das MRT liefert mittels künstlich erzeugter Magnetfelder detaillierte Schnittbilder. Man erhält ohne Belastung durch Röntgenstrahlen hochaufgelöste Bilder vom gesamten Gefäßnetz des Patienten. Verengungen oder Verschlüsse sind exakt erkennbar. Patienten mit Herzschrittmachern dürfen mit dieser Methode nicht untersucht werden. Magnetresonanz-(MR)-Angiografie
2. Die digitale Subtraktionsangiographie (DSA) ist Diagnostik und Therapie zugleich. Die DSA ist eine Röntgenuntersuchung der Gefäße und wird mit Kontrastmittel durchgeführt. Eine Schlagader, meist in der Leiste, wird nach örtlicher Betäubung punktiert. Das Kontrastmittel wird über einen dünnen Kunststoffschlauch (Katheter) in das Gefäßsystem eingespritzt. Diese Untersuchung macht alle Arterien exakt sichtbar. Oft kann die Verengung in gleicher Sitzung mit einem Spezialkatheter erweitert werden (perkutane transluminale Angioplastie, PTA). Die Strahlenbelastung ist bei Verwendung moderner Geräte gering. Bei Kontrastmittel- oder Jodallergie kommt es sehr selten zu allergischen Reaktionen. Eine medikamentöse Vorbeugung bei bekannten Allergien ist möglich. Weitere Risiken des jodhaltigen Kontrastmittels sind die Verschlechterung einer vorbestehenden Einschränkung der Nierenfunktion (Chronisches Nierenversagen) oder einer Schilddrüsenüberfunktion (Hyperthyreose). Alternativ kann bei Risikopatienten Kohlenstoffdioxid-Gas (CO2) als negatives Kontrastmittel eingesetzt werden.
3. Computertomographie. Meist bekommt der Patient über die Vene ein Kontrastmittel eingespritzt, das die Arterien sichtbar macht. Die Computertomographie (CT, CT-Scanner) ist eine Untersuchung unter Röntgenstrahlen, bei der ein Computer dreidimensionale Schichtbilder erzeugt. Es können mit dieser Methode Gefäßstrukturen sehr gut beurteilt werden. Zu beachten ist die hohe Strahlenbelastung.[17] (Vgl. auch CT-Angiographie)

## Therapie
Ziele sind:
- Verhütung von Herzinfarkt, Schlaganfall und plötzlichem Herztod
- Das Fortschreiten der pAVK[24] aufhalten:
  - Amputation vermeiden
  - Lebensqualität verbessern
  - Beschwerden lindern
  - Gehstrecke verbessern und Bewegungsfreiheit gewinnen

Therapiebausteine: Die konservative Therapie ist max. bis Fontaine-Stadium 2b möglich.
- Ausschalten der Risikofaktoren: Verzicht auf Nikotin, Einstellung des Bluthochdrucks und des Diabetes mellitus, Senkung des Cholesterins, Ausdauersport (dadurch ökonomisierte Herzleistung, Senkung von LDL-cholesterin, Bildung von Kollateralen, Erhöhung der Mitochondrienzahl, Verbesserung des Allgemeinbefindens)
- Gehtraining: kontrolliertes Gehen bis zur Schmerzschwelle, um durch Verbesserung der Kollateralen die schmerzfreie Gehstrecke zu verlängern und Blutfette, Blutdruck, Diabetes, Übergewicht und Stress positiv zu beeinflussen.[17]
- medikamentöse Therapie:
  - Hemmstoffe der Thrombozytenaggregation wie Acetylsalicylsäure (ASS) oder Clopidogrel in symptomatischen Krankheitsstadien
  - Statine in allen Krankheitsstadien
  - vasoaktive Substanzen (Naftidrofuryl, Prostaglandine) nur bei chronischer extremitätengefährdender Ischämie
  - Antikoagulanzien zur Gerinnungshemmung (gegebenenfalls nach operativen Eingriffen)
- Interventionelle Maßnahmen:
  - Gefäßaufdehnung (perkutane transluminale Angioplastie [PTA]) eventuell mit Einlage eines Stents[25]
  - Sympathikolyse
- operative Maßnahmen durch Einsatz von Gefäßprothesen (Stent):
  - Bypass: aortobifemoraler/-biiliakaler Y-Bypass bei Aortenverschlüssen
  - Profundaplastik oder femoropoplitealer Bypass bei Verschlüssen in der Strombahn der Oberschenkelarterie und Abgang der tiefen Oberschenkelarterie,
  - Thrombendarteriektomie,
  - Sympathektomie (L2-L4),
  - Interponat
- Neuromodulation (Rückenmarkstimulation, SCS) zur Linderung der Schmerzen
- lokale Maßnahmen zur besseren Wundheilung bei bereits absterbendem Gewebe
- Amputation, wenn alle anderen Maßnahmen versagen, nicht anwendbar oder primär nicht erfolgversprechend sind.